# Théâtre des Ternes
Pour les articles homonymes, voir Ternes.
Le théâtre des Ternes est une ancienne salle de spectacles située 5, avenue des Ternes dans le 17e arrondissement de Paris.

## Historique
Le 8 octobre 1881, M. Girard, déjà propriétaire du concert La Pépinière près de Saint-Lazare, est inauguré le Concert des Ternes, un café-concert de près de 800 places. Comme tous les établissements du genre, il présente des tours de chant de vedettes à la mode, suivis d'une opérette ou d'une comédie à couplets en un acte. S'y produisent notamment Paulin et Paulus. Luc Desormes puis Frédéric Chadeigne en sont les chefs d'orchestre. En 1888, le comédien Ferdinand Gabin (1868-1933) y fait la connaissance d'une jeune chanteuse de la troupe, Hélène Petit  (1863-1918), qu'il épouse . Le couple aura sept enfants dont Jean, qui fera ses débuts aux côtés de son père avant de devenir une vedette au cinéma.
En 1892, le lieu consacre sa programmation d'été au théâtre avec La Dame aux camélias d'Alexandre Dumas fils. Entièrement rénové et agrandi, il rouvre en septembre 1893 sous le nom de Théâtre des Ternes – Paris-Concert, sa capacité étant passée à 1 000 places. Paul Bornet en reprend la direction à la mort de Girard en 1895 et réoriente la programmation vers l'opérette et la comédie. Il meurt à son tour en mai 1897 et la salle abrite alors les représentations du Théâtre réaliste de Frédéric de Chirac et ses œuvres licencieuses, avant d'être repris par Ferret et Delacour, Meilhan étant chargé de la direction d'orchestre. 
En 1909, il est reconverti en cinéma sous le nom de Ternes-Cinéma jusqu'à ce que Gabriel Ténot, directeur du théâtre de Cluny, en fasse l'acquisition en 1922. Il fait redécorer la salle par Plmonin et Georges Rose fils. Réduit à 700 places, le nouveau théâtre des Ternes est inauguré le 3 février avec un vaudeville d’Étienne Arnaud et André Heuzé, Lulu, garde ton cœur. S'ensuivent une dizaine de créations, opérettes et vaudevilles, mais le modèle s'avère beaucoup trop onéreux. En 1924, Ténot rejoint le Consortium des théâtres de quartier créé par le directeur des Bouffes-du-Nord, Henri Darcet, dans le but de pouvoir reprendre les succès des boulevards après leur première exploitation. Sont ainsi présentés Phi-Phi, Ta bouche, Pas sur la bouche, Lakmé, etc.
De nouveaux travaux d'agrandissements en 1926 font remonter la jauge à 1 000 places par adjonction d'un second balcon, mais le Consortium ne résiste pas à la concurrence du cinéma parlant apparu au début des années 1930 et les théâtres de quartier se reconvertissent les uns après les autres. En 1933, le Cinéma des Ternes marque la fin du spectacle vivant. Entièrement reconstruite en décembre 1963, la nouvelle salle de 800 places est administrée jusqu'au 3 février 1981 sous le simple nom de Ternes, date à laquelle elle est vendue par les descendants de Ténot et aussitôt démolie pour faire place à un immeuble d'habitation.